# بخش دوور (یونیون کانتی، اوهایو)
بخش دوور (به انگلیسی: Dover Township) یک منطقهٔ مسکونی در ایالات متحده آمریکا است که در شهرستان یونیون، اوهایو واقع شده‌است.
 بخش دوور ۵۹٫۴ کیلومتر مربع مساحت و ۲٬۱۵۸ نفر جمعیت دارد و ۳۰۲ متر بالاتر از سطح دریا واقع شده‌است.